# Les absents ont toujours tort (chanson)
Pour l'émission de télévision, voir Les absents ont toujours tort.
Singles de Louis Chedid
S.O.S.
(1982) Le Cha-cha de l'insécurité
(1983)
Les absents ont toujours tort est une chanson de Louis Chedid parue sur l'album Panique organisée en avril 1983. Elle a été écrite en hommage à l'acteur Patrick Dewaere, qui s'est donné la mort le 16 juillet 1982.

## Histoire de la chanson
En 1976, Louis Chedid est encore au début de sa carrière. Il a publié trois albums studios entre 1974 et 1976 depuis son arrivée chez CBS et vient de rencontrer un succès d'estime avec Hold-Up, qui bénéficie de passages à la radio. Il est invité par Nicole Croisille à être sa « vedette américaine » lors de son passage à l'Olympia. Chedid est remarqué par Patrick Dewaere, qui se trouvait dans la salle, et apprend que l'acteur l'a apprécié,.
L'année suivante, alors qu'il participe à une émission de radio, Chedid invite Dewaere, qui accepte de venir. La rencontre entre les deux hommes marque le chanteur, pour lequel Dewaere est un « acteur exceptionnel, un homme généreux »; cette rencontre est le début d'une « relation spontanée ». Chedid dira que Dewaere « était terriblement écorché et passait d'une luminosité totale à une négativité hyper dangereuse ».
Le 16 juillet 1982, alors qu'il s'apprêtait à tourner le film Edith et Marcel de Claude Lelouch, Patrick Dewaere se suicide en se tirant une balle dans la bouche à son domicile de l'impasse du Moulin-Vert à Paris à trente-cinq ans. L'annonce du suicide de Dewaere provoque un choc pour Chedid, qui écrira alors une chanson sur le désarroi des proches face au suicide, texte et musique d'une sensibilité et d'une simplicité sans fausse pudeur.

## Sortie et accueil
Premier extrait de l'album Panique organisée, Les absents ont toujours tort sort en 45 tours pour le promouvoir. Le titre connaît un accueil modeste au Hit RTL où il est classé pendant sept semaines à partir du 18 juin 1983 et ne parvient qu'à atteindre la 27e place. Dans les charts, le single ne rencontre pas un énorme succès, entrant à la 70e place la semaine du 4 juillet 1983. Il atteint son pic à la 56e place la semaine suivante. Il quitte le classement après seulement cinq semaines de présence et en ayant vendu plus de 31 000 exemplaires selon les estimations durant son temps de présence dans les charts.

### Classement hebdomadaire
| Classement (1983) | Meilleure place |
| ----------------- | --------------- |
| France (IFOP)     | 56              |